# Царева (река)
Царе́ва — река в Вологодской области России, протекает по территории Тотемского района. 

## Общая информация
Длина реки составляет 46 км, площадь водосборного бассейна — 1570 км².
Образуется слиянием рек Вожбал и Тафта у посёлка Красный Бор. Впадает в реку Сухону в 289 км от её устья по левому берегу, около посёлка Усть-Царева. В устьевой части расположен ландшафтный заказник «Изониха», берега здесь песчаные, покрыты сосновым лесом.
Вдоль течения реки расположены населённые пункты Калининского (в том числе административный центр поселения — посёлок Царева) и Пятовского сельских поселений.

## Гидрология
Среднегодовой расход воды в районе деревни Село (22 км от устья) составляет 14,47 м³/с.
| Средний расход воды (м³/с) реки Царева по месяцам с 1957 по 1987 гг. (замеры производились на гидрологическом посту в районе деревни Село, в 22 км от устья) |

## Данные водного реестра
По данным государственного водного реестра России и геоинформационной системы водохозяйственного районирования территории РФ, подготовленной Федеральным агентством водных ресурсов:
- Бассейновый округ — Двинско-Печорский
- Речной бассейн — Северная Двина
- Речной подбассейн — Малая Северная Двина
- Водохозяйственный участок — Малая Северная Двина от начала реки до впадения реки Вычегды, без рек Юг и Сухона (от истока до Кубенского гидроузла)

### Притоки
(расстояние от устья)

| - 7 км — река Шореньга (лв) - 10 км — река Обуховец (пр) - 22 км — река Кобанга (лв) | - 33 км — река Томанга (пр) - 46 км — река Вожбал (лв) - 46 км — река Тафта (пр) |